# Повітряні сили (фільм)
«Повітряні сили» (англ. Air Force) — військовий фільм режисера Говарда Гоукса, який вийшов у 1943 році.

## Сюжет
6 грудня 1941 року в Гамільтон Філд, неподалік від Сан - Франциско, екіпажу бомбардувальника Мері-Енн наказано летіти через Тихий океан до Гаваїв.

## У ролях
- Джон Ріджлі — Капітан Майкл Алойзіс
- Гіг Янг — Лейтенант Вільям Вільямс
- Артур Кеннеді — Лейтенант Томас К. Макмартін
- Чарльз Дрейк — Полковник Гаузер-молодший
- Гаррі Кері — Майстер-сержант Роберт "Роббі" Вайт